# Gate City
Gate City ist eine Kleinstadt (Town) und Verwaltungssitz (County Seat) im Scott County des US-Bundesstaats Virginia. Das U.S. Census Bureau hat bei der Volkszählung 2020 eine Einwohnerzahl von 2.043 ermittelt.
Der Ort liegt nur etwa zehn Kilometer nördlich von Kingsport in Tennessee.

## Persönlichkeiten
- Nathan W. Hale (1860–1941), Politiker
- James Stewart Martin (1826–1907), Politiker